# إل بورخي
بلدية البُرج أو (نقحرة: إل بورخي) (بالإسبانية: El Borge) هي بلدية تقع في مقاطعة مالقة التابعة لمنطقة الأندلس جنوب إسبانيا.

## الديموغرافيا
بلغ عدد سكان بلدية البُرج 1.033 نسمة عام 2011 (وفقاً للمعهد الوطني الإسباني للإحصاء).
| 1.046 | 1.033 | 984 | 988 | 1.041 | 1.026 | 1.033 |